# Jokovići
Jokovići su naseljeno mjesto u sastavu općine Zenice, Federacija Bosne i Hercegovine, BiH. Nalaze se podno uzvisine Mrtovačke grede (729 m) i nedaleko od uzvisine Gradine (593 m). U blizini je rudnik ugljena Zenica. U selu je jedna muslimanska i jedna katolička bogomolja.

## Povijest
Prvi povijesni spomen im je pod imenom Viokovići, kao zaseok sela Graje. Vrelo u kojem se spominju je Opširni popis sandžaka Bosne iz 1604. godine i imala je osam muslimana. U selu je tad bio mlin. Na popisu 1895. Graja je s Viokovićima (Jokovići) imala 37 naseljenih i jednu nenaseljenu kuću, 223 stanovnika, od čega 191 muslimana i 32 katolika. Podrijetlo imena Jokovića je kršćansko i dolazi od prezimena prvih stanovnika sela (Jokovići i Viokovići). Podrijetlo imena sela Graje neki izvode po množini vrana, graja, nekada mnogo brojnijih ovdje. Vjerojatno je bilo zbog dostupnosti hrane. Planinska greda u blizini zove se Negraj. Ime Graje može biti u svezi s ovdje brojnim toponimima Grad, Gradac, Gradina pa i Negraj(d).
Godine 1981. pripojeni su naselju Gradišću (Sl.list SRBiH 28/81 i 33/81)

## Kultura
Jedna mala kapelica nalazi se u groblju u Gradišću, u Graji.

## Stanovništvo
Prema popisu 1981. ovdje su živjeli:
- Muslimani - 1621
- Hrvati - 127
- Srbi - 63
- Jugoslaveni - 3
- UKUPNO: 1814